# Ђаконекија (Бриндизи)
Ђаконекија (итал. Giaconecchia) је насеље у Италији у округу Бриндизи, региону Апулија.
Према процени из 2011. у насељу је живело 80 становника. Насеље се налази на надморској висини од 339 м.